# Giudicato di Torres
Il Giudicato di Torres (in sardo Judicadu de Turres) o del Logudoro (in sardo Logu de Ore o Logudore), era uno Stato sovrano ed indipendente che nel Medioevo si estendeva nella parte nord-occidentale della Sardegna che comprendeva le odierne subregioni del Sassarese, della Nurra, della Romangia, dell'Anglona, del Marghine, della Planargia, del Montiferru, del Goceano e parte della Barbagia, oggi comprese nelle attuali province di Sassari, Nuoro e Oristano.
Confinava ad est con il giudicato di Gallura e a sud con il giudicato di Arborea e il giudicato di Cagliari. Lo stemma del regno era caratterizzato da una torre merlata.
Aveva una secolare tradizione di tipo carolingio sia riguardo alla cancelleria giudicale che nei costumi ed usi diplomatici. A capo del regno (logu) vi erano il monarca, denominato giudice o judike o re ed un consiglio di maggiorenti (Corona de Logu). Era ammessa la successione in linea femminile (erede portatrice di titolo).
Il capoluogo inizialmente era a Torres, successivamente venne spostato ad Ardara (sede del palazzo giudicale e della chiesa palatina di Santa Maria del Regno, in cui i giudici venivano intronizzati e sepolti), infine a Sassari, dove risiedette Enzo di Svevia.

## Storia

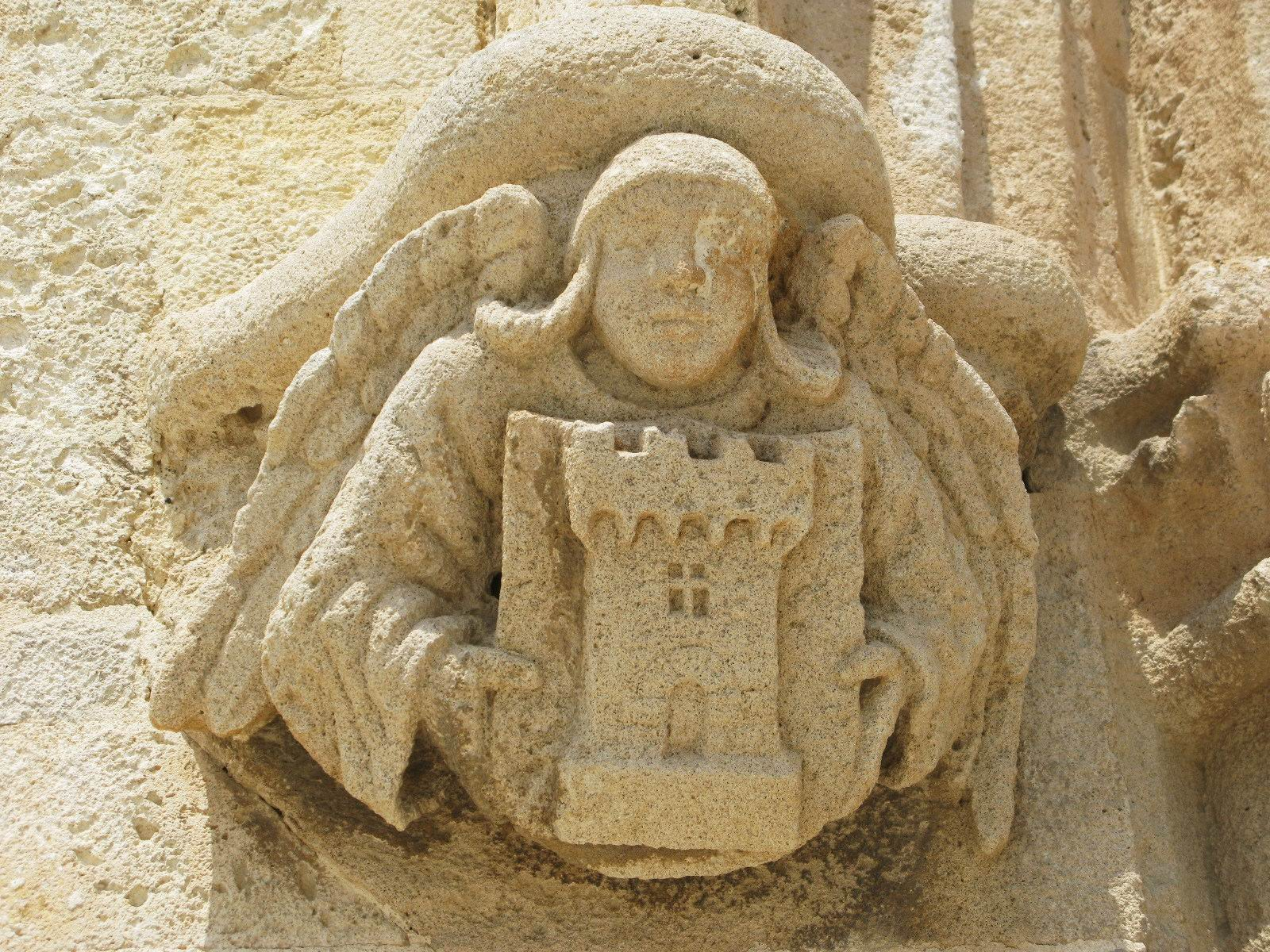
Stemma del giudicato di Torres (basilica di San Gavino a Porto Torres)

### Nome ed etimologia
La prima denominazione del regno è quella contenuta nell'atto di donazione, redatto intorno al 1064 ad Ardara (in palactio regis), per conto del giudice Barisone I, dove compare la frase in renno, quo dicitur ore, nel regno che chiamano Ore (cioè Logudoro).
Secondo alcuni il nome Logudoro probabilmente deriva da Locus Horim, che significa luogo di Horim, parola greco-bizantina che significa «distretto». Il toponimo Horim fu utilizzato da Giovanni Arca nel De Sanctis Sardiniae.
Nel 1589 Giulio Roscio Ortino riporta le diciture «Regnum Lociaurei volgo loguduri (...)».

### I Lacon Gunale

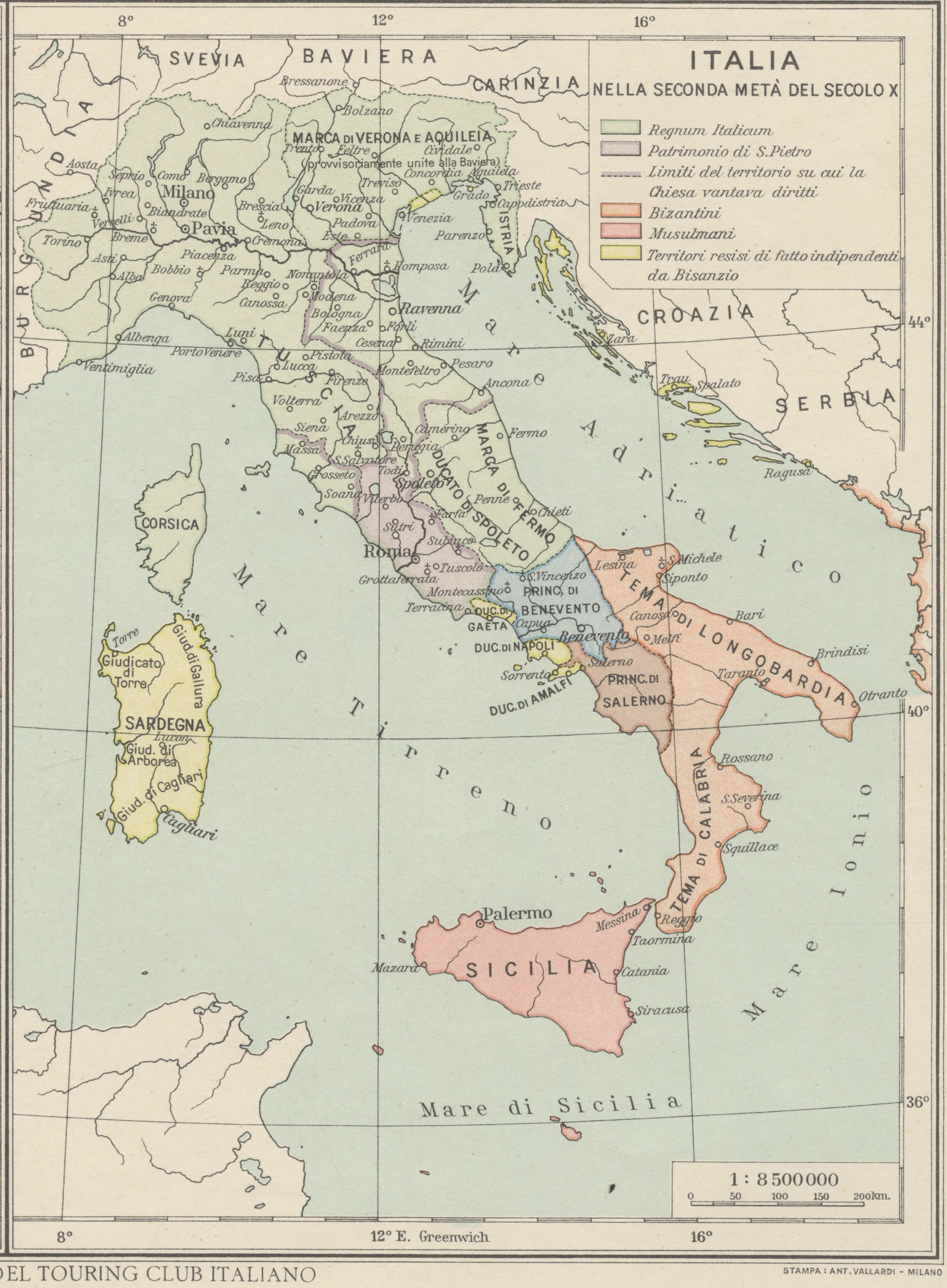
Mappa d'Italia nel X secolo

I primi giudici di Torres appartenevano alla dinastia dei Lacon-Gunale. Secondo una singolare e non unanimemente accolta fonte medievale, pervenutaci in una riedizione del 1620, a cura di Francesco Rocca per volontà dell'arcivescovo Antonio Canopolo - il cosiddetto Condaghe di San Gavino - la dinastia giudicale turritana iniziò con Comita de Lacon (fine X-inizi XI secolo), noto anche come Gunnario Comita I; tramite maestranze chiamate da Pisa fece edificare la basilica romanica di San Gavino di Porto Torres. Al personaggio è stata riconosciuta nel corso dei secoli validità storica. Ultimamente alcuni studiosi, identificandolo con Comita II (fine XII-inizi XIII secolo) gli attribuiscono un valore solo leggendario. La sua figura è stata, ora, rivalutata, assieme a quella del figlio Orgodori e della sorella Giorgia. Torchitorio Barisone I, con la Carta di Nicita (atto di donazione del 1064-65), favorì l'insediamento dei monaci benedettini di Montecassino, cedendo una vasta area comprese le pertinenze: comprese le chiese di Nostra Segnora de Mesumundu e la chiesetta dei santi Elia ed Enoc, posta sulla sommità del Monte Santu in territorio di Siligo.
Mariano I di Lacon Gunale favorì l'insediamento e l'esenzione di mercanti pisani anche in memoria dell'impegno di Pisa nella liberazione dai mori del 1044.

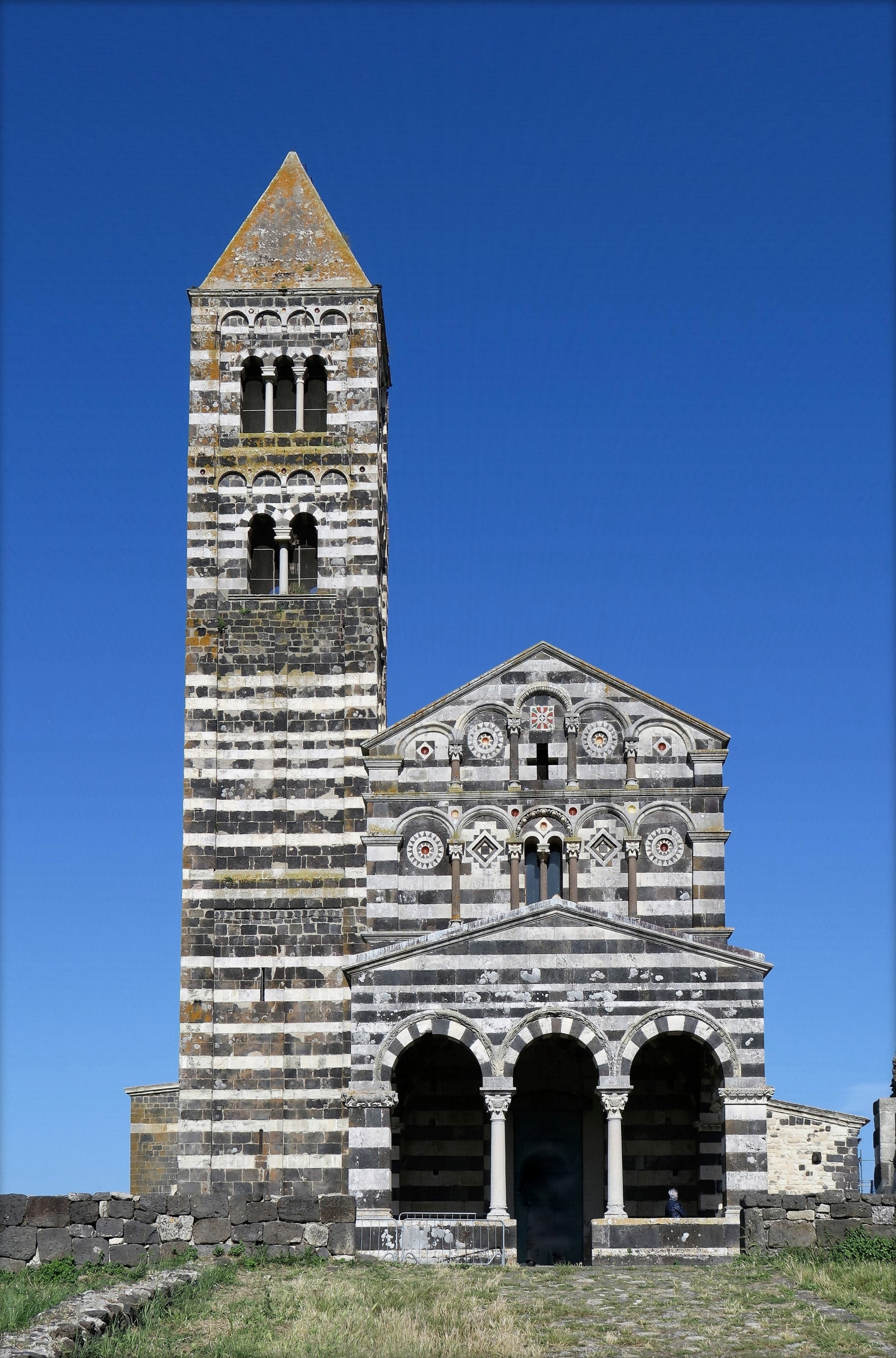
Basilica di Saccargia di Codrongianos (XII secolo)

Con Costantino I si ebbe una relativa equidistanza tra Pisa e Genova, sempre in un quadro di autonomia politica. Egli consentì l'insediamento dei genovesi Doria a Castelgenovese e a Monteleone Rocca Doria, e dei Malaspina a Bosa, al confine col giudicato di Arborea.
Quando Pisa organizzò una spedizione militare per la conquista delle isole Baleari, Costantino I fece partire il figliastro Saltaro che, riempitosi di gloria, venne appoggiato dalla potente famiglia Athen per la successione a Costantino in luogo del piccolo Gunnario, figlio legittimo del giudice. Alla morte di Costantino partì una corsa al trono, ma la Corona de Logu designò giudice il piccolo Gunnario il quale venne mandato a Pisa dal tutore Ittocor Gambella.

### Gunnario II, il giudice crociato

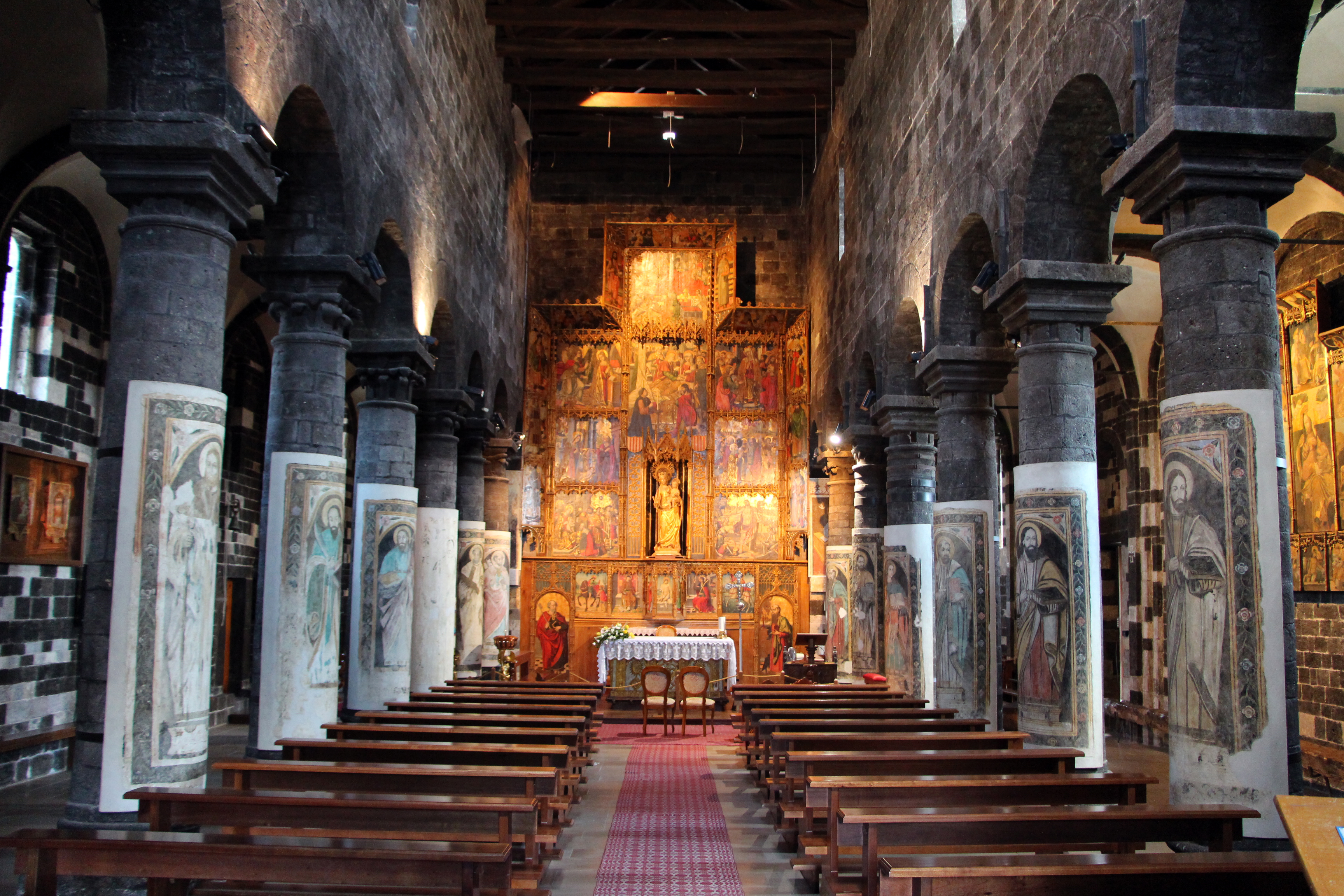
Chiesa palatina di Santa Maria del Regno ad Ardara

Gunnario II compiuta la maggiore età tornò da Pisa con l'appoggio militare pisano ed una flotta di quattro galee. Gli Athen si arroccarono nei territori meridionali del giudicato ma non abbandonarono i loro propositi di dominio sul giudicato. Gunnario fece allora edificare nel 1127 il castello del Goceano grazie al quale sconfisse gli Athen, i cui superstiti sopravvissuti fece trucidare nella chiesa di San Nicola di Trullas. Gunnario II sposò la pisana Maria degli Ebriaci e concesse ai mercanti della repubblica grandi sovvenzioni tali da suscitare l'ostilità di Genova e di Comita III di Arborea. Intervenne papa Eugenio III che sedò lo scontrò imminente.
Gunnario partecipò alla seconda Crociata, insieme al vescovo di Sorres, alcuni nobili sardi e un cavaliere templare, di cui è citato il nome, magister curiae Roberto Turonensis o di Tours. Divenuto molto amico di san Bernardo di Clairvaux (tra i fondatori storici dell'ordine cistercense e sostenitore di quello templare) si recò a Montecassino in virtù dei forti rapporti del padre (Costantino) con i potenti monaci benedettini di cui aveva favorito l'insediamento con l'affidamento di diversi monasteri in Anglona e nel turritano. Incontrato ancora una volta San Bernardo rimase da lui talmente influenzato da decidere di abbandonare tutto, nel 1154, e abdicare a favore del figlio Barisone per farsi monaco cistercense a Clairvaux (la casa-madre dei cistercensi) dove morì, fu sepolto e considerato beato (beatus Pius Gumarus) dell'ordine monastico.
Secondo la tradizione la chiesa di Nostra Signora de Gonare ad Orani (NU) venne fatta edificare da Gonario II per sciogliere il voto fatto per ringraziare la Madonna dopo che sopravvisse ad un disastroso naufragio sulle coste di Orosei al ritorno dalle crociate.

### Barisone II

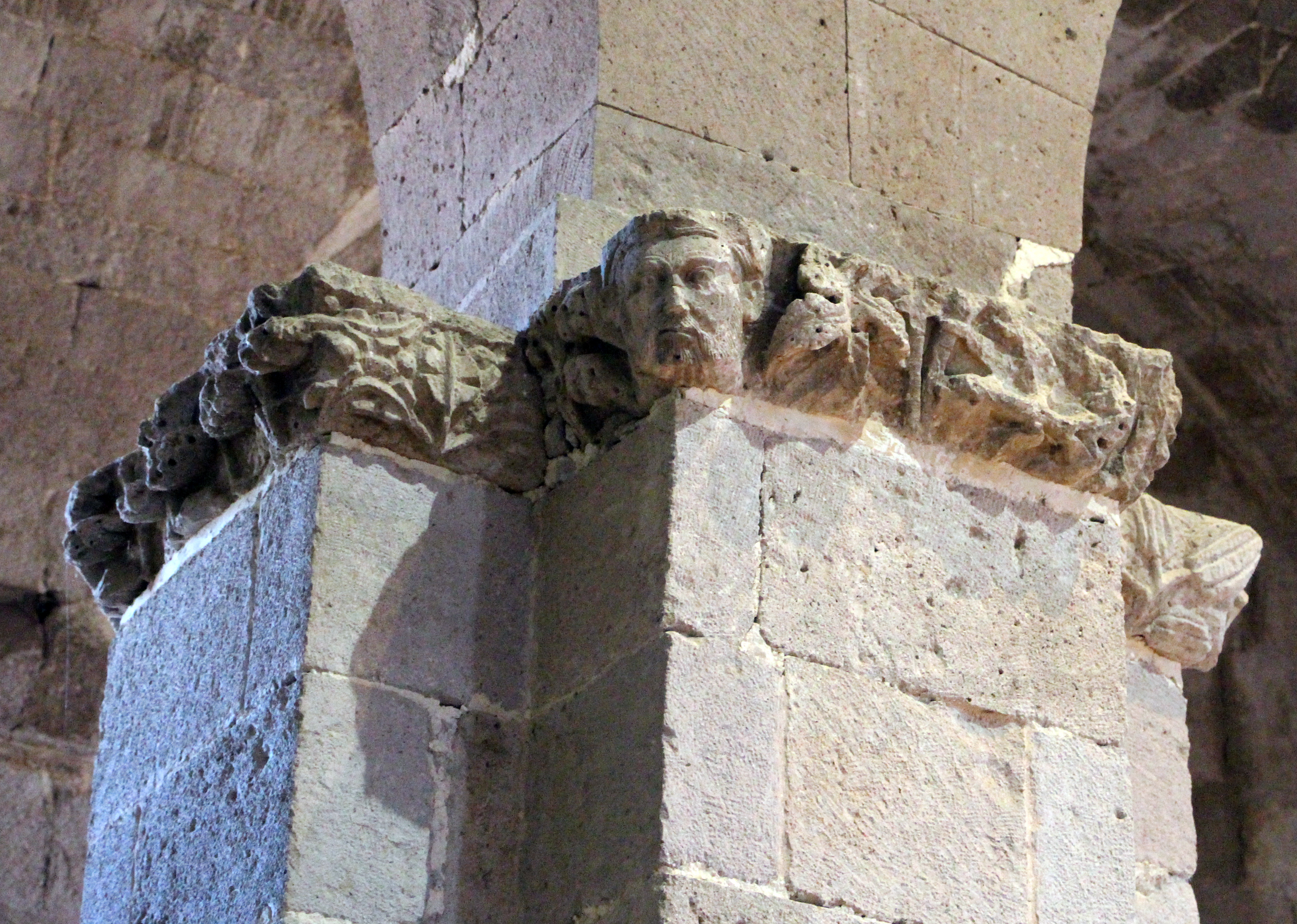
Basilica di Sant'Antioco di Bisarcio, capitello figurato con ritratto maschile, secondo alcuni rappresenterebbe il giudice Barisone II

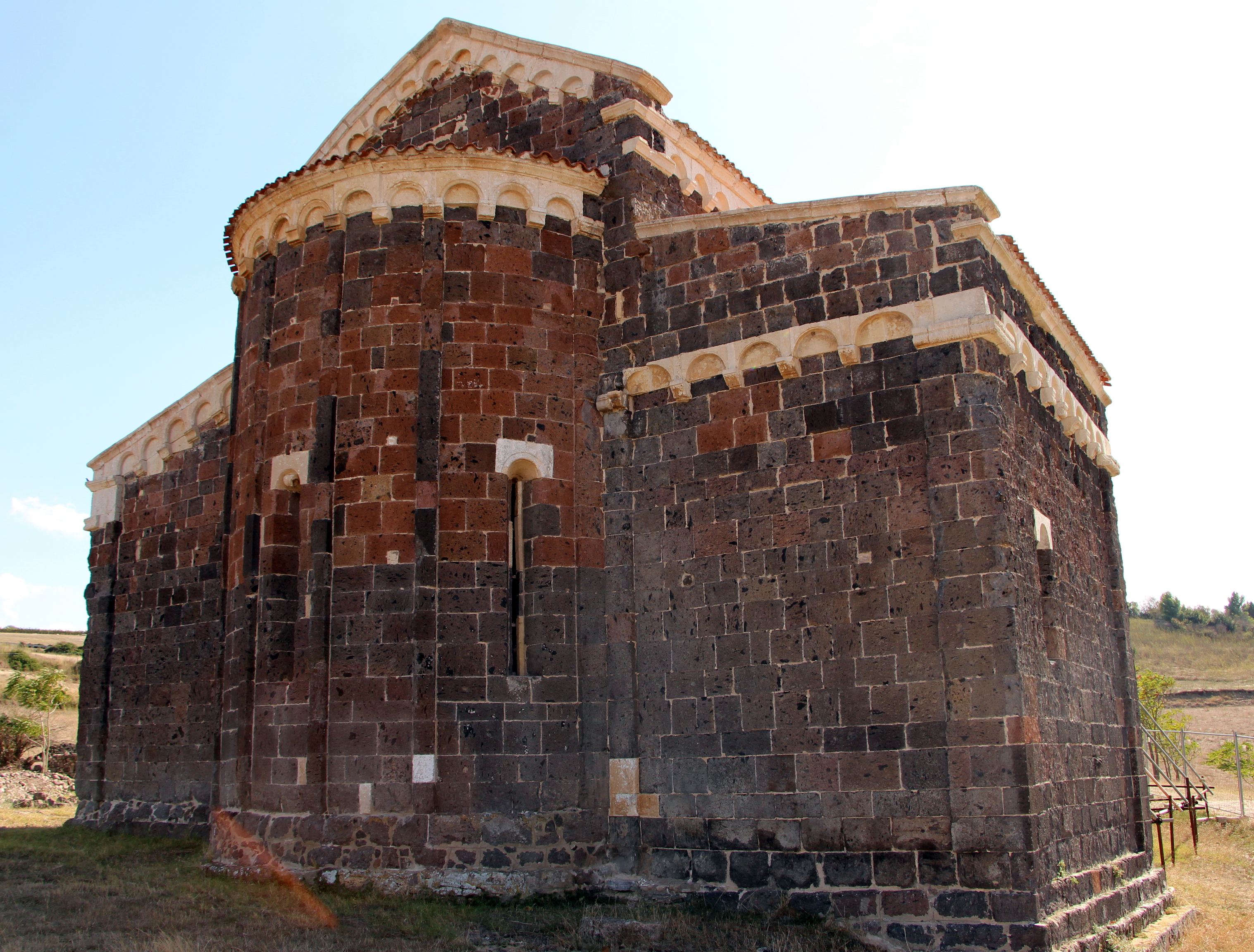
Bulzi, Chiesa di San Pietro delle Immagini

Barisone II continuò la politica filopisana del padre ed ebbe la fortuna che suo fratello divenne giudice di Cagliari con il nome di Pietro Torchitorio III, a seguito dell'oculata politica matrimoniale del padre Gunnario che lo fece sposare con la figlia di Costantino Salusio III di Lacon, morto senza eredi maschi.
Barisone II si oppose alle mire espansionistiche crescenti dei giudici di Arborea, alleati allora con i genovesi, resistendo a diversi attacchi militari. Gli equilibri mutarono quando Pietro Torchitorio III venne spodestato dal giudicato di Cagliari ad opera del cognato Oberto di Massa. Barisone II si rese conto delle eccessive ingerenze dei pisani negli affari del giudicato, quindi cambiò strategia cercando un contrappeso nell'appoggio della famiglia genovese dei Doria. Pisa non gradì l'espulsione dei propri cittadini dal giudicato di Torres ma la reazione militare organizzata con troppa fretta non ebbe successo di fronte alla reazione di Barisone.
L'ultimo documento conosciuto che ne attesta la presenza a capo del giudicato (1190) è il condaghe che prende il nome dallo stesso Barisone o da San Leonardo di Bosove, l'ospedale che sorgeva nel villaggio omonimo, alle porte di Sassari. Si tratta di un registro di tipo giuridico-amministrativo attraverso il quale è possibile ricostruire le linee della storia economica del Logudoro nel tardo XII secolo. Barisone abdicò a favore del figlio Costantino II, che troviamo da solo al potere nel 1191.

### Costantino II
Costantino II proseguì con grande tenacia l'opera antipisana del padre tanto da inimicarsi la Chiesa la quale, dopo una sommaria istruttoria ad opera dell'arcivescovo di Pisa, inviato papale, comminò la scomunica. Sposata in seconde nozze una dama di nome Prunisinda e fattala risiedere nel castello del Goceano, dovette affrontare il giudice di Cagliari Guglielmo I Salusio IV di Lacon-Massa, definito "terribile", il quale vinse la battaglia, conquistò il castello del Goceano, violentò e rapì Prunisinda, che poi morì di stenti nella capitale calaritana di Santa Igia. Costantino II morì senza eredi nel 1198. La Corona de Logu nominò giudice suo fratello Comita.
Comita cercò di utilizzare la diplomazia per uscire da una situazione difficile in cui si trovava il giudicato di Torres: fermi gli stretti rapporti con i genovesi fece sposare il figlio Mariano con Agnese di Lacon Massa, figlia di Guglielmo Salusio e sorella di Benedetta di Cagliari. Tuttavia i giudicati di Cagliari e di Gallura vennero conquistati dai pisani Visconti, a seguito del matrimonio di Lamberto Visconti con Elena di Lacon.
Comita, dopo aver attaccato e battuto Lamberto Visconti a Civita (Olbia), scese a patti con Pisa anche perché ripresero con forza gli attacchi saraceni lungo le coste sarde. E di questo periodo il "tesoro di santu Miali" costituito da 3.500 genovini d'argento nascosti e ritrovati negli anni novanta sotto l'altare della chiesa di San Michele Arcangelo di Padru.
Nel 1218 succedette al padre Comita, Mariano II di Torres.

### Il convulso 1200
Mariano II costruì un discreto equilibrio tra Genova, il papato e Pisa. Tuttavia cercò di liberare la cognata Benedetta, altra figlia di Guglielmo I Salusio IV di Lacon-Massa, tenuta prigioniera a Cagliari dai Visconti. Sconfitto nel tentativo seppe tuttavia aspettare che Ubaldo Visconti di Gallura cadesse in disgrazia e diventasse giudice di Cagliari il figlio di Benedetta, Guglielmo II di Massa.
Mariano II di Torres con l'aiuto di Guglielmo II di Cagliari attaccò il cugino Pietro II di Arborea, considerato un alleato di Ubaldo Visconti e, sconfittolo, Mariano II procedette a stabilizzare i confini dando in sposa la figlia Adelasia al tredicenne Ubaldo Visconti di Gallura.
Nel 1232 morì Mariano II e la Corona de Logu designò alla successione il suo figlio minore Barisone III.
Barisone III, sotto la reggenza di Orzocco de Serra, non arrivò mai a governare da solo perché, rinchiuso nel castello del Goceano, subì prima lo strapotere dei funzionari giudicali corrotti da Doria e Malaspina i quali fomentarono sommosse contro il giovane giudice. Le sommosse aumentarono a Sassari la quale rivendicava maggiore autonomia della corte giudicale, Nel 1234 Orzocco punì Sassari decretando l'esilio a Genova dei suoi cittadini più facinorosi.
La rivolta contro Orzocco de Serra si allargò all'intero giudicato culminando, a soli due anni dalla designazione, con il brutale assassinio del giovane giudice ad opera di sicari che pare fossero assoldati dai funzionari del cognato Ubaldo Visconti. Infatti Ubaldo salì al trono del giudicato di Torres, grazie alle nozze con Adelasia. Ubaldo e Adelasia ottennero la benedizione di papa Gregorio IX cui giurarono fedeltà come vassalli della Santa Sede.

### Adelasia di Torres ed Enzo di Hohenstaufen

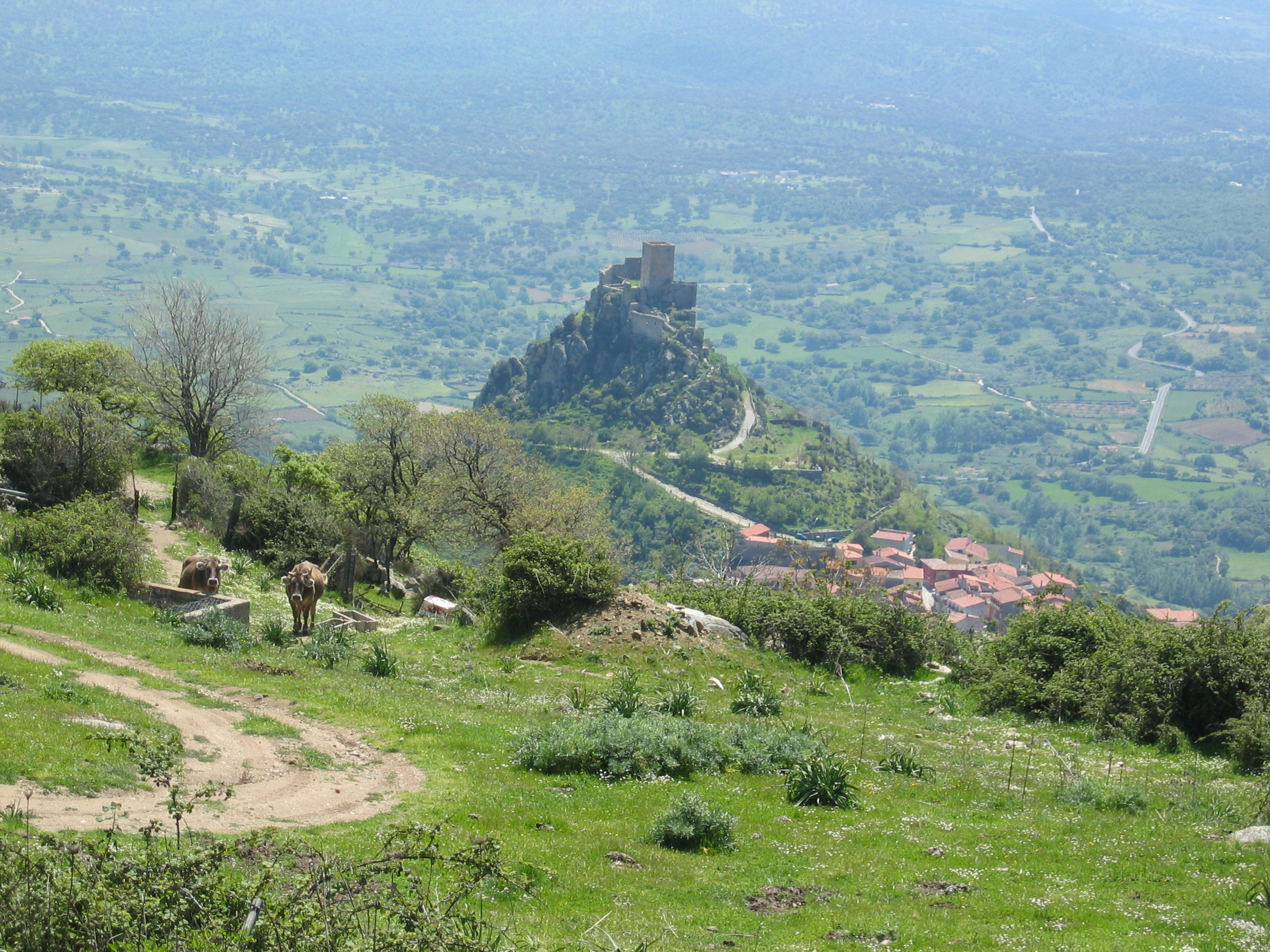
Il castello del Goceano, a Burgos

Dilaniato dalle lotte intestine tra seguaci dei Doria, dei Malaspina, dei Visconti e della famiglia giudicale, con le ingerenze della Chiesa e del patriarca di Pisa, iniziò un processo di disgregazione del giudicato di Torres, che culminò con la morte senza eredi di Ubaldo Visconti dopo soli quattro anni, nel 1238.
Si scatenò allora la corsa dei più autorevoli personaggi dell'epoca alla successione del giudicato di Torres.
Il papa Gregorio IX pensò di imporre ad Adelasia le nozze con Guelfo Porcari, podestà e capitano del popolo di Pisa.
Federico II, Imperatore del Sacro Romano Impero dal 1220 al 1250, e i Doria proposero ad Adelasia la mano del giovanissimo figlio del sovrano, Enzo di Svevia. In particolare furono l'arcivescovo di Torres Opizzo (nativo di Genova), Manuele, Federico e Percivalle Doria (certi, questi ultimi, di avere in cambio territori in Sardegna), ad avviare la trattativa.
Adelasia scelse Enzo, venne immediatamente scomunicata dal papa e lo svevo ricevette dal padre il titolo effimero di re di Sardegna.
Enzo rimase nell'isola poco meno di un anno, risiedendo soprattutto a Sassari e trascurando, secondo la tradizione, la regina Adelasia.
Molto più giovane della consorte, il re abbandonò poi lei e la Sardegna per seguire il padre nelle campagne militari e, battuto nel 1249 nella battaglia di Fossalta, visse a lungo e morì nelle carceri del podestà di Bologna nel 1272. Il matrimonio con la giudicessa turritana era stato sciolto dal papa nel 1245.
Adelasia morì nel 1259 circa e non si conosce la causa, dopo aver visto la progressiva appropriazione de facto delle istituzioni giudicali da parte dei Doria, ma avendo ricevuto la revoca della scomunica e il perdono di papa Innocenzo IV.
La regina si era infatti ritirata nel castello del Goceano a Burgos, preferendolo al palazzo giudicale di Ardara, dove comunque ritornava nelle occasioni ufficiali. Non sono rimaste documentazioni sulla vita di Adelasia in quel maniero: si sa solo che nel 1255 il papa Alessandro IV inviò quattro lettere ai sovrani sardi ed una era indirizzata a lei; e questo a dimostrazione che era ancora in vita e sul trono.

### Michele Zanche
Michele Zanche fu il funzionario giudicale incaricato da re Enzo di reggere il giudicato durante la sua assenza, ma non c'è conferma di ciò nei documenti, come del fatto che fosse stato il terzo marito della regina Adelasia.
Intelligente e abile nelle manipolazioni, Michele Zanche ebbe una figlia che al sedicesimo anno fu data in moglie a tale Branca Doria, il quale, invitato il suocero nella sua tenuta nella Nurra, lo fece uccidere a pugnalate nel 1275.
Lo Zanche divenne potente e si arricchì sfruttando la reggenza al punto che venne ricordato da Dante nella Divina Commedia (XXII canto dell'Inferno), dove lo rappresenta insieme a Frate Gomita di Gallura nella V Bolgia (dei barattieri) "e a dir di Sardigna le loro lingue non si senton stanche".

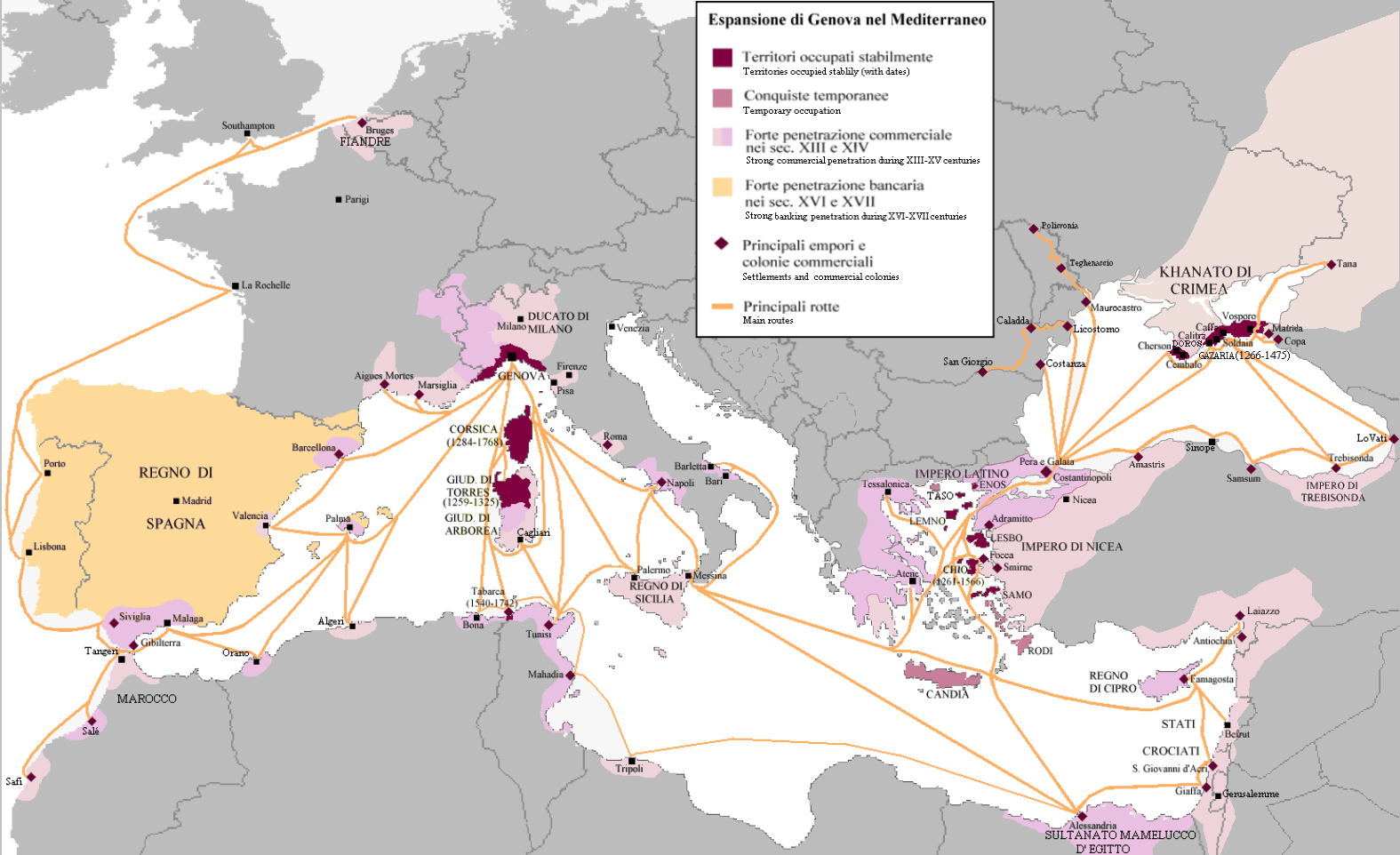
Il giudicato finì sotto influenza genovese

### Il controllo genovese ed il Libero Comune di Sassari
Con la battaglia della Meloria del 1284 e la definitiva sconfitta di Pisa, Genova ebbe il controllo sostanziale dei territori turritani. Doria, Malaspina e Spinola a nord, ed ascesa del giudicato di Arborea a sud, del vecchio giudicato di Torres rimase solo il territorio comunale di Sassari dove i cittadini, nel 1294, con l'appoggio dei Doria, si costituirono in Libero Comune, guidato da un podestà inviato annualmente da Genova col compito di governare in conformità agli statuti sassaresi.

## Le curatorie di Torres
Il regno di Torres era amministrativamente suddiviso in 22 curatorie (curadorias) formate da un certo numero di centri abitati chiamati indistintamente ville (villas) dipendenti da un capoluogo di curatoria in cui aveva sede il curatore che sovrintendeva l'amministrazione locale, composta dai vari funzionari presenti nei diversi borghi (maiores).

In blu le curatorie di Torres

Facevano storicamente parte del giudicato di Torres le curatorie e le ville tra cui:
- Nurra : Palmadula, Alvaru, Fredu, Ussi, Sella, Barage, Nuracati, S. Simplikio, Nurki, Esse, Alvaru, Bionis, Elba
- Flumenargia : Turres, Portus Turritano, Merki, Setupalme, Ottave, Domosnova, Murusas, Bosove, Legari, Curcas, Ardu, Taverra, Arcave, Innoviu
- Ulumetu : Ulumetu, Frussia
- Nulabros : Algueri, Lunafras
- Romanja : Thathari, Quiteri, Silki, Murusas, Ioscar, Canake, Savi, Enene, Tingabu, Bunnari, Scala, Sassalu, Eruli, Uruspa, Gennor, Sennori, Sorso, Plaiano, Gerito, Taniga, Bosove, Iscalas
- Anglone : Castel Ianuense, Fresanu, Ampurias, Silanos, Orriamanna, Cliaramonte, Gattana, Perfugas, Murtetu, Therco, Setin, M. Furcadu, Cochinas, Nugulei, Martis, Orria Piccinna, Bangius, Laerru, Setin, Gulthi, Billalba, Nursi, Gavazana, Martis
- Plovake : Plovake, Bedas, Cotroniano, Kitarone, Contra, Saccarja, Salvennor
- Gisarclu : Ardar, Gisarclu, Guthule
- Monteacuto : Castro, Oskeri, Tula, Terkidda, Monti, Nuruvara, Otti
- Lerron : Lerron, Pathata, Nuguetu
- Ficulinas : Figulinas , Urieke , Briave, Seve, Muros, Carieke
- Coros : Magar, Save, Tissi, Usini, Coros, Itir, Caneto, Paulis, Biosevi, Linthas, Cuca, Nurake Longu, Ochila, Bilikennor, Noale, Ossi, Uris, Cortinke, Bangios
- Meilocu : Esistenti:Borutta, Bonnanaro, Torralba, Siligo, Banari; Centri demici scomparsi: Sorres, Frida, Nieddu, Malis, Gonnannor, Bonossa, Scalas, Capula, Biddanoa, Cherchedu, Sea
- Oppia - Oppia, Todorake, Padronu
- Nurcar : Manassuddas, Minerva, Teclata, Monte Leone
- Caputabas : Esistenti: Thiesi, Cheremule, Bessude, Giave, Cossoine, Pozzomaggiore, Padria, Mara; Centri demici scomparsi: Cabuabbas, Tailos, Seunis, Rutta, Mogoro, Sustana, Campulongu, Ibilis, Puttupassaris, Acchettas, Burri, Silanos, Alchennero, Suruile, Murtas, Oinu, Modolo, Lauros, Concas, Bonuighinu
- Curatoria di Costa de Addes (Costaval) Esistenti:Bonorva, Rebeccu e Semestene Centri demici scomparsi: Addes, Priu (Frius), Terchiddo, Muristene, Truddas, Codes, Sanza Donnigaza, Fraigas
- Planaria : Bosa, Magomadi, Frussia, Tinnure, Sindia, Corte
- Montiverro : Scano, Senariolo, Guruli, Pitinuri, Siete Fuentes
- Marghine : Macumeri, Molaria, Bortigale, Silano, Ley, Birore, Gorare, Nuracogomo
- Gociani : Isporlathu, Gocilla, Lorzia, Nule, Anela, Gultei, Usolvisi
- Nugor : Nugor, Nurdole, Occana, (monte) Burtei, Loddune, Toddotana, Sadiri, Ivana, Orgosolo, Locoe, Orulù
- Sarule : Sarule, Ortillen, Ollin (Oddine), Univeri, Orane, Dore, Biddas de Tale, Costarvirne, Gorare, Loray, Logula, Liscoi, Postu, San Salvatore, Orogulo, Sabuco
- Ozan : Othane, Barani, Cambiroli, Sant'Anastasia

## Le diocesi di Torres

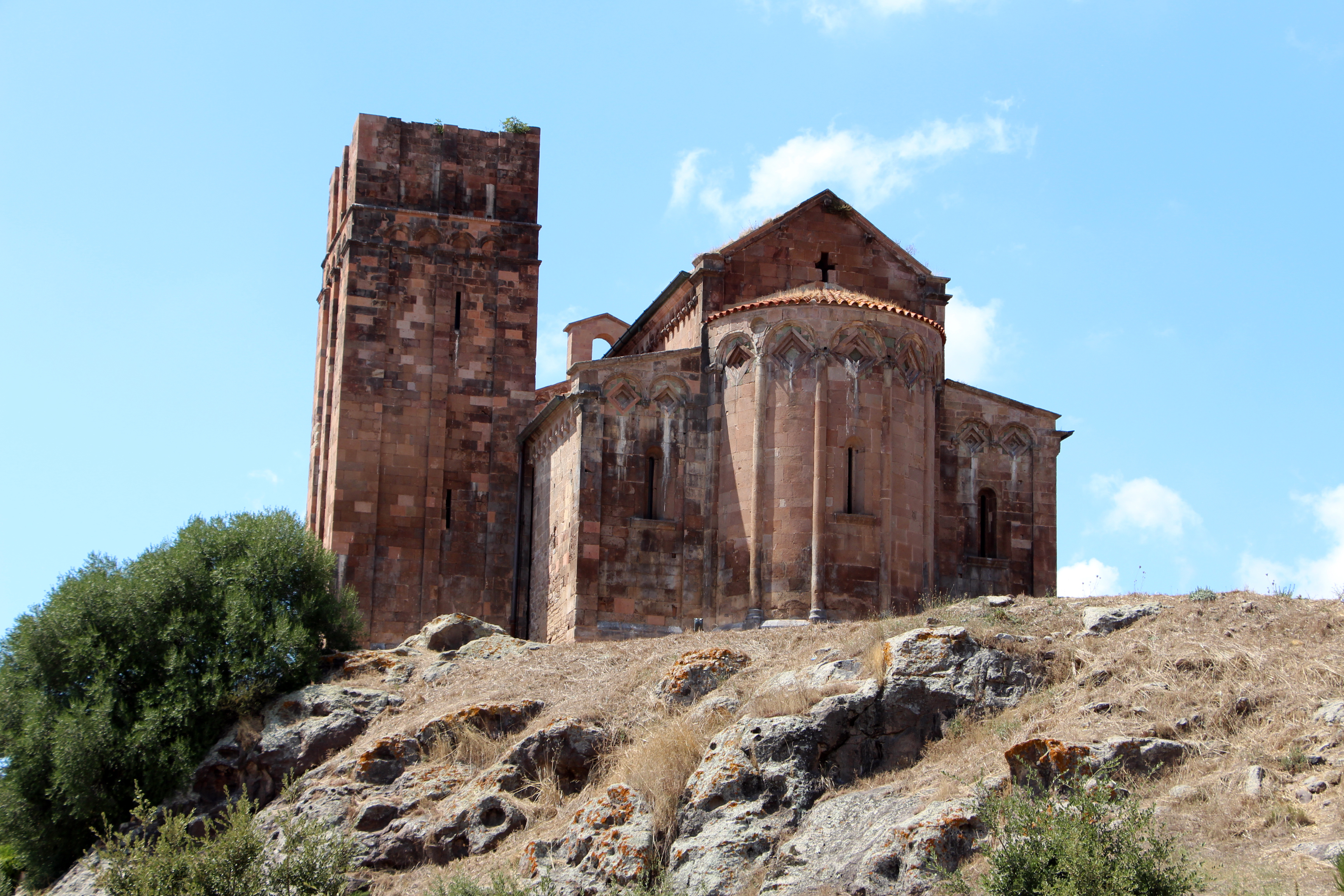
Cattedrale di Sant'Antioco di Bisarcio

- Torres - III secolo d.C. - dal 1441 sede traslata a Sassari
- Bosa - dal V secolo d.C.
- Gisarclu - dal VII secolo d.C.
- Sorres - XI secolo
- Castro - 1062
- Othane - 1065
- Plovake - 1090
- Ampurias - 1113